# Arne Fuhrmann (Politiker)
Arne Fuhrmann (* 5. Juni 1941 in Kattowitz) ist ein deutscher Politiker (SPD) und ehemaliger Abgeordneter des Deutschen Bundestages.

## Leben
Fuhrmann besuchte die Hauptschule, anschließend die Handelsschule und machte eine Tischlerlehre. Danach war er acht Jahre lang Soldat der Bundeswehr. Er legte eine schulwissenschaftliche Prüfung ab und studierte danach Sozialpädagogik an der Universität Göttingen. Er arbeitete im Heilpädagogischen Kinderheim der Arbeiterwohlfahrt in Hützel, dann als Stadtaltenpfleger in Lüneburg. Er ist Mitglied der Gewerkschaft ver.di und der Arbeiterwohlfahrt.

## Politik
Im Jahr 1972 trat Fuhrmann der SPD bei und wurde bald stellvertretender Vorsitzender im SPD-Unterbezirk Lüneburg. Bei den Bundestagswahlen 1990 und 1994 zog er über die Landesliste der SPD Niedersachsen in den deutschen Bundestag ein. 1998 gewann er das Direktmandat im Wahlkreis Lüneburg – Lüchow-Dannenberg. In der zwölften Legislaturperiode war er von 1990 bis 1994 Vorsitzender der Enquete-Kommission Demographischer Wandel – Herausforderungen unserer älter werdenden Gesellschaft an den einzelnen und die Politik, in der darauffolgenden Wahlperiode Obmann der SPD-Fraktion in dieser Enquete-Kommission. Im Jahr 2002 schied er aus dem Bundestag aus.